# 덕수학교
덕수학교는 전라남도 강진군 성전면 송월리에 있는 사립특수학교이다. 지적장애 학생을 위한 특수교육기관으로 초등부, 중학부, 고등부를 두고 있다.

## 연혁
- 1987년 : 호남영명학교로 개교
- 1990년 : 덕수학교로 변경